# Phytomyptera pollinosa
Phytomyptera pollinosa là một loài ruồi trong họ Tachinidae.